# آرکادیا (فلوریدا)
آرکادیا (به انگلیسی: Arcadia) شهری در شهرستان دوسوتو ایالت فلوریدا است که در سال ۱۸۸۶ بنیان‌گذاری شده‌است. این شهر طبق سرشماری سال ۲۰۱۰ میلادی، ۷٬۶۳۷ نفر جمعیت داشته و مساحت آن نیز ۱۰٫۵ کیلومتر مربع است.